# Bullumba Landestoy

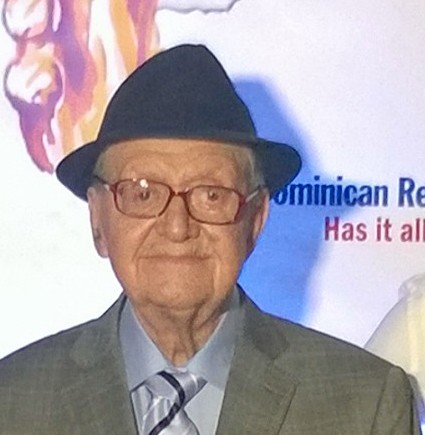
Bullumba Landestoy, 2016

Rafael Bullumba Landestoy Duluc (* 16. August 1925 oder 16. August 1924 in La Romana; † 17. Juli 2018 in Santo Domingo) war ein dominikanischer Pianist und Komponist.
Landestoy begann seine musikalische Laufbahn als Pianist bei dem Sender La Voz del Yuna, für den er bis 1951 arbeitete. Er arbeitete dann in Mexiko als Mitglied verschiedener Musikgruppen und trat im Tony’s Club in Venezuela als Begleiter einer kubanischen Sängerin auf.
Ende der 1950er-Jahre ließ er sich in New York nieder und wurde Mitglied von Ernesto Lecuonas Lecuona Cuban’s Boys. Mit der Gruppe unternahm er eine Südamerikatour mit Auftritten in Argentinien, Uruguay und Peru. 1962 arbeitete er als Pianist in La Concha. Danach trat er als Laienbruder in das Benediktinerkloster San Antonio Abad ein. Hier unterrichtete er sieben Jahre lang Klavier, Gitarre und Komposition und komponierte Klavier- und Gitarrenstücke. 1977 kehrte er nach New York zurück, wo er bis 1993 im Café San Martín auftrat.
Landestoys wurde als Komponist von Boleros bekannt. Musiker wie Daniel Santos, Toña la Negra, Panchito Riset, Alberto Beltrán und die Sängerin Lupita Palomera interpretierten seine Kompositionen. Sängerinnen wie Celia Cruz, Carmen Delia Dipiní und Eva Garza nahmen Titel von ihm auf Platte auf. 1981 sang Fausto Rey auf dem Album Homenaje a la Canción Romántica Dominicana den Titel Carita de ángel. Rhina Ramírez nahm auf ihrer LP Rhina en México (1999) den Titel Amor tu amor auf. 1995 spielte María de Fátima Geraldes eine CD mit Klavierkompositionen Landestoys ein.